# Every One of Us
Every One of Us är ett musikalbum med Eric Burdon & The Animals utgivet i USA 1968 av skivbolaget MGM Records. Albumet är det andra av tre som utgavs med Eric Burdon & The Animals i USA 1968. Every One of Us gavs inte ut i Storbritannien.

## Låtlista
Sida 1
1. "White Houses" – 4:43
2. "Uppers and Downers" – 0:24
3. "Serenade to a Sweet Lady" (John Weider) – 6:17
4. "The Immigrant Lad" – 6:15
5. "Year of the Guru" – 5:25

Sida 2
1. "St. James Infirmary" (Trad., arr.: Eric Burdon) – 4:15
2. "New York 1963-America 1968" (Eric Burdon/Zoot Money) – 19:00

## Medverkande
Musiker
- Eric Burdon – sång
- Vic Briggs – gitarr, basgitarr
- John Weider – gitarr, celesta
- Zoot Money (krediterad som George Bruno) – hammondorgel, sång, piano
- Danny McCulloch – basgitarr, sång, 12-strängad gitarr
- Barry Jenkins – trummor

Produktion
- "Every One Of Us" – musikproducent
- Val Valentin – ljudtekniker
- Ami Hadani – ljudtekniker
- Jack Hunt – ljudtekniker
- Vic Briggs – ljudmix
- Bob McCue, Ron Smith – omslag